# Quimiometria
La quimiometria és la disciplina química que utilitza mètodes matemàtics i estadístics per a dissenyar o seleccionar procediments de mesura i experiments òptims i obtenir la màxima informació rellevant de les dades químiques.
La quimiometria és intrínsecament interdisciplinària, fent ús de tècniques emprades amb freqüència en disciplines com ara les matemàtiques aplicades, l'estadística univariant o multivariant, la informàtica, tant per l'emmagatzemament de dades com pel seu tractament, i la química analítica en tant que generalment els seus procediments i instrumental proporciona les dades a estudiar. La seva aplicació permet abordar tant problemes de química (síntesi i anàlisi) com de bioquímica, medicina, biologia, enginyeria química, biometria, reflectint també d'aquesta manera el seu caràcter interdisciplinari pel que fa als possibles camps d'aplicació.
La quimiometria s'aplica per resoldre problemes tant siguin descriptius com de predicció en les ciències experimentals, especialment en química. En aplicacions descriptives es modelen propietats de sistemes químics amb la intenció de trobar les relacions subjacents i l'estructura del sistema, és a dir, assolir models per a la millor comprensió i identificació del problema.
En les aplicacions de predicció, les propietats dels sistemes químics es modelen amb la intenció de predir noves propietats o un comportament específic d'interès. En tots dos casos els conjunts de dades poden ser petits, però el més freqüent és que siguin molt grans i complexos i poden involucrar centenars de milers de variables, i centenars de milers de casos o observacions.
Les tècniques quimiomètriques s'utilitzen sobretot i en gran manera en química analítica el que fa que el desenvolupament i millora dels mètodes d'anàlisi quimiomètrics continua avançant paral·lelament als avenços en instrumentació i metodologia analítica. És una disciplina impulsada per la seva aplicació, i per tant, mentre que les metodologies quimiomètriques estàndard són àmpliament utilitzades industrialment, els grups acadèmics es dediquen al desenvolupament continu de la teoria quimiomètrica, els mètodes i el desenvolupament d'aplicacions.

## Orígens
Tot i que es podria argumentar que ja en els primers experiments de la química analítica es troba involucrada en certa manera la quimiometria, és un fet generalment reconegut que la quimiometria sorgeix en la dècada de 1970 que és quan els ordinadors van permetre ser aplicats cada vegada més de manera més extensa a la recerca científica.
El terme “quimiometria” va ser emprat per primera vegada per Svante Wold en una sol·licitud de subvenció l'any 1971 i poc després el mateix Svante Wold i Bruce Kowalski, dos pioners en el camp, van fundar la Societat Internacional de Quimiometria. Wold va ser professor de química orgànica a la Universitat d'Umeå (Suècia) i Kowalski va ser professor de química analítica a la Universitat de Washington a Seattle.
Moltes de les aplicacions inicials implicaven la classificació multivariant juntament amb aplicacions quantitatives i predictives i a finals de 1970 i principis de 1980 es produeix una extensa aplicació a dades d'una àmplia varietat de tècniques d'anàlisi química coincidint amb la primera instrumentació analítica controlada per ordinador.
L'anàlisi multivariada va ser una faceta crítica, fins i tot en les primeres aplicacions de Quimiometria. Les dades obtingudes per espectroscòpia infraroja o ultraviolada/visible sovint poden arribar a milers de mesures per mostra.
L'espectrometria de masses, la ressonància magnètica nuclear (RMN), l'absorció/emissió atòmica i els diversos tipus de cromatografia donen lloc, tots ells i per naturalesa, a dades multivariants. L'estructura d'aquestes dades és precisament l'adient per a la utilització de tècniques com ara l'anàlisi de components principals (PCA) i els mínims quadrats parcials (PLS). Bàsicament aquestes tècniques permeten descobrir, si existeixen, quines variables contenen informació i quines són simplement soroll i establir, si és el cas, models de menor dimensionalitat que les dades originals. Així tant PCA com PLS han demostrat ser molt eficaços en el modelatge empíric d'una estructura, més interessant químicament, de menor dimensió, explorant les interrelacions o variables latents en les dades i proporcionant sistemes de coordenades alternatius per a la seva posterior anàlisi numèrica com ara per regressió, agrupació (“clustering”) o reconeixement de pautes (“patern recognition”). En particular i durant molts anys els mínims quadrats parcials van ser molt utilitzats en aplicacions quimiomètriques abans que comencessin a tenir un ús regular en altres camps.
A la dècada de 1980 van aparèixer tres revistes dedicades específicament a la quimiometria: Journal of Chemometrics, Chemometrics and Intelligent Laboratory Systems i Journal of Chemical Information and Modeling. Aquestes revistes continuen avui cobrint la investigació bàsica i metodològica en quimiometria, ara bé, la majoria de les aplicacions de rutina dels mètodes de quimiomètrics existents es publiquen generalment en revistes de recerca aplicada, com ara per exemple, Applied Spectroscopy, Analytical Chemistry, Analytica Chimica Acta, Talanta. Diversos llibres o monografies importants sobre quimiometria es van publicar també en la dècada de 1980, incloent la primera edició de “Factor Analysis in Chemistry” de Malinowski, “Chemometrics” de Sharaf, Illman i Kowalski, “Chemometrics: a Textbook” de Massart et al. i “Multivariate Calibration” de Martens i Naes.
Algunes grans àrees d'aplicació de la quimiometria han evolucionat fins a ser pròpiament nous dominis, com ara modelatge molecular i QSAR, Cheminformatics i altres camps "-òmics", genòmica, proteòmica i metabolòmica, juntament amb el modelatge de processos i la tecnologia analítica de processos.
Un relat de la història primerenca de la quimiometria es va publicar com una sèrie d'entrevistes per Geladi i Esbensen.

## Tècniques

### Calibratge multivariant
Molts problemes químics i aplicacions de la quimiometria tenen relació amb el calibratge. L'objectiu és desenvolupar models que puguin ser utilitzats posteriorment per a predir les propietats d'interès a partir de propietats mesurades en el sistema químic, com ara pressions, cabals, temperatures, espectres infrarojos, espectres RMN, espectres de masses i moltes altres. Les aplicacions inclouen el desenvolupament de models multivariants relatius a: 1) La resposta espectral a múltiples longituds d'ona de la concentració d'analit. 2) Descriptors moleculars i activitat biològica, farmacològica, etc. 3) Condicions multivariants de procés/estats i atributs del producte final.
El procediment requereix un conjunt de dades de calibratge o d'aprenentatge, que inclou els valors de referència de les propietats d'interès per a la predicció i les quantitats mesurades que corresponen a aquestes propietats. Per exemple, en el primer cas es poden obtenir dades a partir d'un nombre de mostres, incloent les concentracions de l'analit d'interès a cada mostra (referència, estàndard) i el corresponent espectre d'aquesta mostra. Les tècniques de calibratge multivariada com ara els mínims quadrats parcials o la regressió sobre els components principals (PCR), (i molts altres mètodes) s'utilitzen per construir un model matemàtic que relaciona la resposta multivariada (espectre) amb la concentració de l'analit d'interès i aquest model es pot utilitzar per predir, de manera eficient, les concentracions d'analit a noves mostres
Les tècniques de calibratge multivariant s'acostumen a classificar com a mètodes clàssics o mètodes inversos. La principal diferència és que en els mètodes clàssics els models de calibratge es resolen de manera que siguin òptims en la descripció de les respostes analítiques mesurades (per exemple els espectres) i, per tant, es poden considerar descriptors òptims, mentre que en els mètodes inversos els models es resolen de manera tal que siguin òptims en la predicció de les propietats d'interès (per exemple concentracions). Els mètodes inversos solen requerir menys coneixement físic del sistema químic i almenys en teoria proporcionen millors prediccions en el sentit de l'error quadràtic mitjà això fa que els mètodes inversos tendeixin a ser aplicats amb més freqüència en el calibratge multivariant.
El principal avantatge de la utilització de les tècniques de calibratge multivariant és que poden fer servir mesures analítiques ràpides, econòmiques o no destructives (com l'espectroscòpia òptica) per estimar les propietats de la mostra, que d'una altra manera poden requerir proves de llarga durada, costoses o destructives. Igualment és important indicar que el calibratge multivariant permet l'anàlisi quantitativa precisa en presència de fortes interferències d'altres anàlits.
La selectivitat del mètode analític depèn tant del calibratge matemàtic com de la modalitat de la mesura analítica. Per exemple els espectres d'infraroig proper, que són extremadament amplis i no selectius en comparació amb altres tècniques analítiques (tals com l'infraroig o els espectres Raman), sovint es poden utilitzar satisfactòriament en conjunció amb mètodes de calibratge multivariant desenvolupats per predir les concentracions d'anàlits en matrius molt complexes.

### Tècniques de Classificació, reconeixement de pautes i agrupació
Les tècniques supervisades classificació multivariant es relacionen estretament amb les tècniques de calibratge multivariant i també utilitzen un conjunt de calibratge o de formació per desenvolupar un model matemàtic capaç de classificar correctament futures mostres. Les tècniques emprades en quimiometria són similars a les utilitzades en altres camps com ara l'anàlisi discriminant multivariada, la regressió logística, les xarxes neuronals o els arbres de classificació. L'ús de les tècniques de reducció de la dimensionalitat de les dades juntament amb els mètodes de classificació convencional és ja una rutina en quimiometria, per exemple l'anàlisi discriminant sobre els components principals o els mínims quadrats parcials.
La classificació no supervisada (també anomenada anàlisi de conglomerats, “cluster analysis”) s'utilitza amb molta freqüència per descobrir patrons en conjunts de dades complexos i també en aquest cas les tècniques bàsiques utilitzades en quimiometria són comuns a altres àmbits.

### Resolució multivariant de corbes
En el llenguatge quimiomètric, la resolució multivariant de corbes intenta desconstruir conjunts de dades amb informació o coneixement limitat o nul del sistema. Alguns dels treballs pioners sobre aquestes tècniques van ser realitzats per Lawton i Sylvestre a principis de 1970. Aquests enfocaments també s'anomenen anàlisi per auto-modelatge de mescles, separació de senyals i desmescles espectrals.
Per exemple, a partir d'un conjunt de dades d'espectres de fluorescència d'una sèrie de mostres contenint cadascuna diferents fluoròfors, es poden utilitzar els mètodes de resolució multivariant de corbes per extreure els espectres de fluorescència dels fluoròfors individuals, juntament amb les seves concentracions relatives en cadascuna de les mostres, essencialment descomponent l'espectre total de fluorescència en les contribucions dels components individuals. El problema no acostuma a ser ben determinat principalment a causa de l'ambigüitat rotacional (moltes possibles solucions poden representar de forma equivalent les dades mesurades), per la qual cosa és comú l'aplicació de restriccions addicionals, com ara la no-negativitat, l'unimodalitat o interrelacions conegudes dels components individuals (per exemple, cinètica o restriccions de balanç de masses).

### Altres tècniques
Disseny d'experiments: Segueix sent una àrea base d'estudi en quimiometria i s'han editat diverses monografies específicament dedicades al disseny experimental en aplicacions químiques. Els principis del disseny experimental han estat àmpliament adoptats per la comunitat quimiomètrica encara que molts experiments complexos són purament observacionals i pot haver-hi poc control sobre les propietats i interrelacions del sistema i les propietats de la mostra.
Processament de senyals: És també un component crític de gairebé totes les aplicacions quimiomètriques, en particular l'ús de pretractaments del senyal per condicionar les dades abans del calibratge o classificació. Les tècniques emprades generalment en quimiometria són també les utilitzades en camps afins.
Qualitat de les mesures i dels procediments: Com la majoria dels àmbits de les ciències experimentals la quimiometria s'orienta a la quantificació i en conseqüència es fa un èmfasi considerable en la caracterització del procediment, la selecció del model, la verificació i validació, i la qualitat de les mesures. La qualitat dels models quantitatius sol especificar-se per l'arrel de l'error quadràtic mitjà en la predicció de l'atribut d'interès, i la qualitat dels paràmetres classificadors com una relació de les taxes de veritables positius i falsos positius. Un recent informe d'Olivieri et al. proporciona una àmplia visió general de la qualitat de les mesures i l'estimació de la incertesa en el calibratge multivariant, incloent les definicions multivariants de selectivitat, sensibilitat, relació senyal/soroll i l'estimació de l'interval de predicció. La selecció del model quimiomètric generalment implica l'ús d'eines com ara remostreig, bootstrap, permutació i la validació creuada.
Control Estadístic Multivariant de Processos (CEPM): La modelització i optimització de processos per a una substancial millora de la qualitat ha estat un àmbit de desenvolupament quimiomètric històric. L'espectroscòpia ha estat utilitzada amb èxit per al monitoratge en línia de processos de fabricació des de fa 30 o 40 anys i aquestes dades de procés són susceptibles d'una modelització quimiomètrica.
Específicament en termes de CEPM, el modelatge multivia de lots i processos continus és cada vegada més comú en la indústria i segueix sent una àrea activa d'investigació en quimiometria i enginyeria química. La química analítica de procés, com es va denominar originalment, o més recentment tecnologia analítica de procés segueix emprant en gran manera els mètodes quimiomètrics i el CEPM.
Mètodes multivia: S'utilitzen molt en aplicacions quimiomètriques. Són extensions de dimensions superiors de mètodes molt utilitzats. Per exemple, mentre que l'anàlisi d'una taula (matriu, o una matriu de segon ordre) de les dades és una rutina en diversos camps, s'apliquen mètodes multivia a conjunts de dades que involucren tres, quatre o de més dimensions. Dades d'aquest tipus són cada vegada més freqüents química, per exemple a cromatografia líquida/espectrometria de masses (LC-MS) el sistema genera una gran matriu de dades (temps d'elució vs. relació m/z) per a cada mostra analitzada. Les dades de múltiples mostres conformen per tant un cub de dades. El modelatge d'un procés per lots implica conjunts de dades que conformen el cub: temps vs. variables de procés vs nombre de lot. Els mètodes matemàtics multivia aplicats a aquest tipus de problemes inclouen PARAFAC, la descomposició trilineal i PLS i PCA multivia.